# 1143

## Събития
- Управлението на Византийската империя се поема от Мануил I Комнин

## Починали
- Йоан II Комнин – византийски император